# Bactrocera sepikae
Bactrocera sepikae är en tvåvingeart som beskrevs av Drew 1989. Bactrocera sepikae ingår i släktet Bactrocera och familjen borrflugor. Inga underarter finns listade.